# Antonín Müller
Antonín Müller (31. ledna 1852 Nebřeziny – 13. července 1927 Plzeň) byl český architekt a stavitel, švagr a společník stavitele a architekta Vojtěcha Kapsy, se kterým v Plzni založili a úspěšně provozovali stavební firmu Müller & Kapsa.

## Život

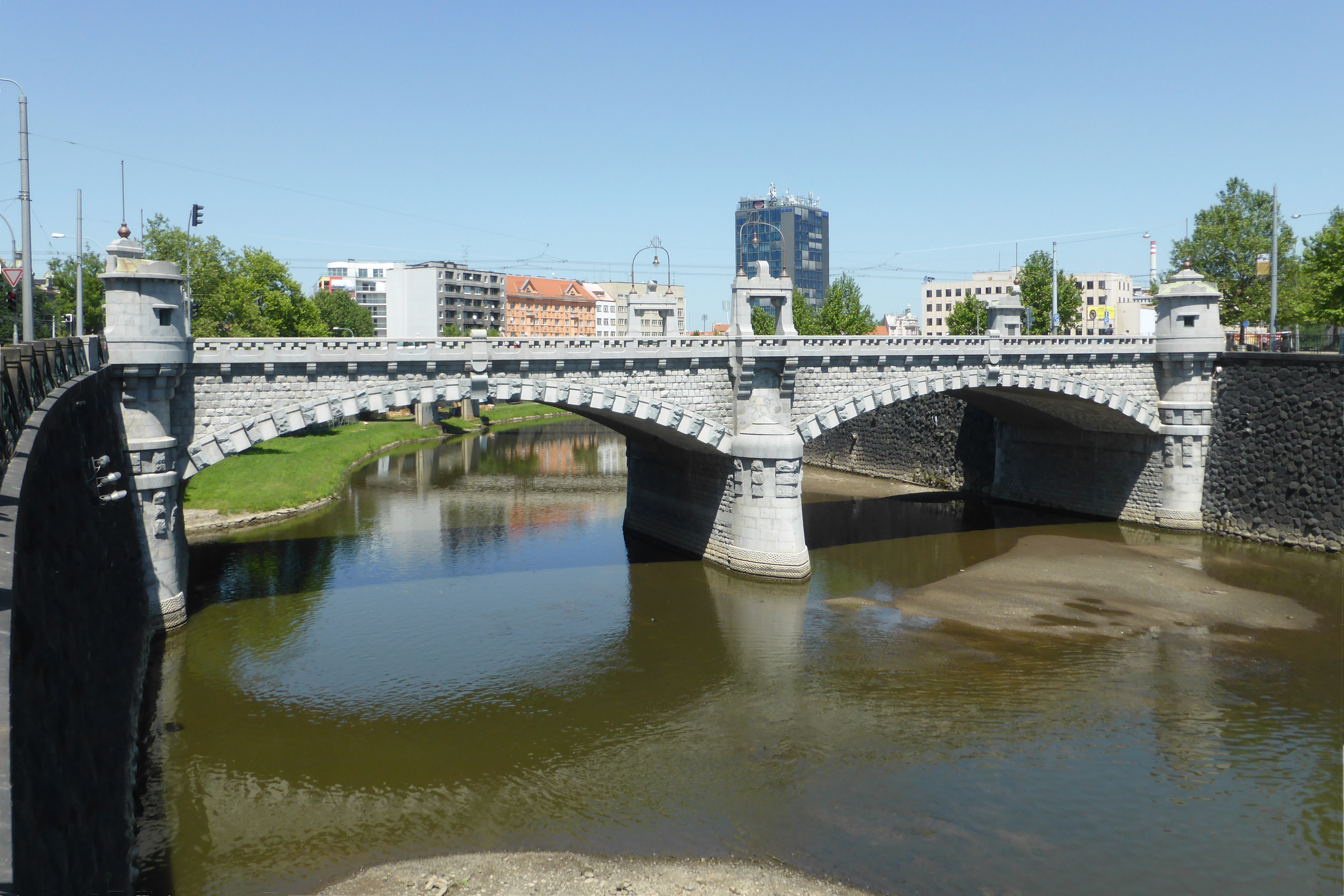
Most císaře Františka Josefa I., později Wilsonův most, přes řeku Radbuzu v Plzni, 1913

### Mládí
Narodil se v Nebřezninách u Plas do skromných poměrů rolnické rodiny. Měl sestru Barboru, později provdanou Kapsovou (1859–1917). Jeho otec zastával později funkci obecního starosty. Do obecné školy chodil v Plasích, následně čtyři roky vypomáhal otci s hospodářstvím. Poté odešel dokončit základní vzdělání do Plzně, kde absolvoval též místní reálku. Roku 1880 vystudoval pozemní stavitelství na pražské technice, studium zakončil s velmi dobrým prospěchem. Antonín Müller následně začal pracovat v kanceláři plzeňského stavebního rady Wilhelma Plenknera, poté pro stavební firmu Kuželovský a Kotek spoluvlastněnou stavitelem Františkem Kotkem.

### Müller & Kapsa
Roku 1890 založil spolu se svým švagrem, manželem své sestry, Vojtěchem Kapsou v Plzni vlastní stavební podnikatelství. Její oficiální název zněl „Úřed. aut. stav. inženýři Müller & Kapsa, podnikatelé staveb v Plzni“. Společnost se specializovala na železobetonové konstrukce a zpočátku působila hlavně v Plzni a okolí. V roce 1904 získala možnost podílet se na stavbě Riegrova nábřeží v Praze a její působnost se tak podstatně rozšířila. Byla zde založena sesterská společnost „Úřed. aut. stav. Inženýři Kapsa & Müller, podnikatelé staveb v Praze“.
Po smrti Vojtěcha Kapsy roku 1915 převzal otcův podíl ve vedení firmy jeho syn Lumír Kapsa (narozen 2. 4. 1887 v Praze, zemřel ve Špindlerově Mlýně 1. 1. 1946) a od roku 1921 se v řízení firmy angažoval též František Müller, syn Antonína Müllera.
Antonín Müller byl též veřejně činný a zapojoval se do společenského i politického života v Plzni. Byl členem městské rady a členem řady spolků. Jeho společenské kontakty napomohly firmě k zisku řady lukrativních zakázek.

### Úmrtí
Antonín Müller zemřel 13. července 1927 v Plzni ve věku 75 let a spolu s rodinou je pohřben v rozsáhlé hrobce na Ústředním hřbitově v Plzni.

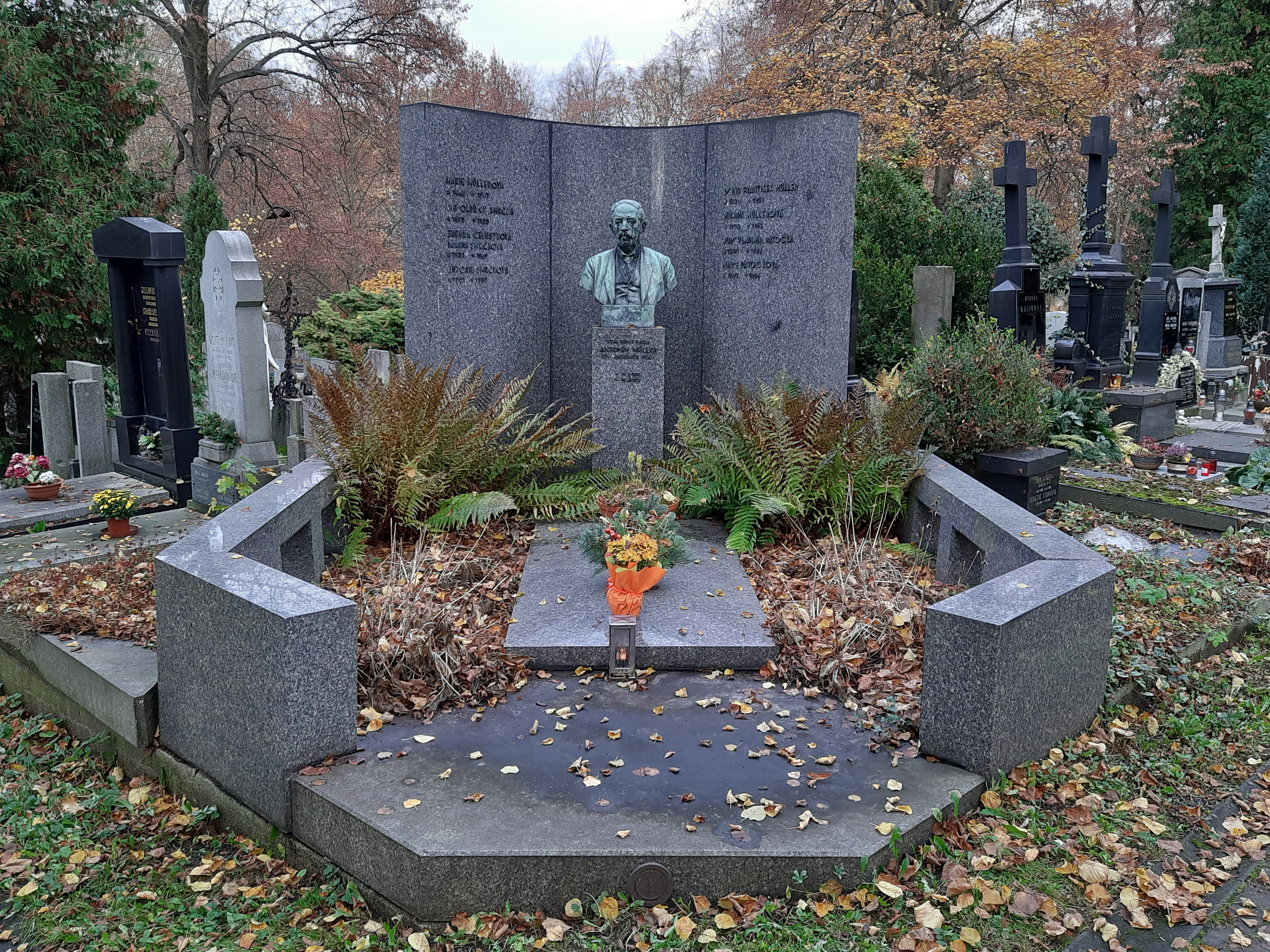
Hrobka rodiny Antonína Müllera na Ústředním hřbitově v Plzni

### Po smrti
Syn František Müller byl zadavatelem výstavby tzv. Müllerovy vily na pražské Ořechovce. Autorem návrhu byl architekt Adolf Loos. Budova se svým strohým funkcionalistickým tvarem a prostorovým řešením zapsala mezi nejzásadnější stavby své doby.

## Rodina
Oženil se s Marií Müllerovou, roz. Fomannovou (1866–1947). Počali spolu děti Františka (narozen 3. 12. 1890 v Plzni, zemřel v roce 1951), Marii (* 1891), Miroslavu (* 1896) a Antonii (* 1901).

## Vybrané realizace firmy
- Kalikovský most, Plzeň[8]
- Masarykův most, Plzeň[8]
- železniční zastávka Jižní Předměstí, Plzeň[5]
- Most císaře a krále Františka Josefa I. (dnes Wilsonův most), Plzeň[9]
- Budova České státní průmyslové školy, Plzeň[9]
- Klášter redemptoristů, Plzeň[9]
- Čechův most, Praha[5]
- Hlávkův most, Praha[5]
- dělostřelecká tvrz Adam[5], z let 1936-1937
- dělostřelecká tvrz Dobrošov[5], z let 1937-1938, podobně jako tvrz Adam dílo dědiců firmy Lumíra Kapsy a Františka Müllera[10]